# Warner Robins
Warner Robins è una città degli Stati Uniti d'America, nella contea di Houston, nello Stato della Georgia.
Originariamente si è chiamata York ed in seguito Wellston. Durante la seconda guerra mondiale vi fu creata una base militare intitolata al Generale Augustine Warner Robins, padre della United States Army Air Corps da poco deceduto. Attorno alla base e proprio in forza della presenza di questa, è sorta la città. Si pensi che la base impiega qualcosa come circa 20 000 civili.
Il soprannome di International city è anch'esso legato alla presenza delle installazioni militari e della Robins Air Force Base, che hanno fatto sì che la località fosse popolata da abitanti provenienti da molti paesi stranieri.